# Howling Commandos
Les Howling Commandos (en VF, les « Commandos Hurlants ») est le nom d'une équipe de soldats de fiction évoluant dans l'univers Marvel de la maison d'édition Marvel Comics. Créée par le scénariste Stan Lee et le dessinateur Jack Kirby, l'équipe apparaît pour la première fois dans le comic book Sgt. Fury and his Howling Commandos #1 en mars 1964
L'équipe est menée par Nick Fury.

## Biographie de l'équipe

### Le commando «historique»
Le premier groupe nommé Howling Commandos était une unité d'élite fictive, décrite comme ayant été formée pendant la Seconde Guerre mondiale, pour combattre les ennemis des États-Unis. 
L'équipe originelle était ainsi constituée : 
- le sergent Nick Fury,
- le caporal Thaddeus « Dum Dum » Dugan,
- les soldats Gabriel Jones, Robert « Rebel » Ralston, Dino Manelli, Isadore « Izzy » Cohen,
- le soldat Jonathan « Junior » Juniper, qui fut tué lors des premiers épisodes (il fut remplacé par le soldat britannique Percival « Pinky » Pinkerton dans le numéro #8),
- le soldat Eric Koenig, déserteur du IIIe Reich, rejoignit l'équipe dans le numéro #27.

D'autre membres ont rejoint l'unité pour des missions occasionnelles, pendant un numéro ou deux avant d'être tués, transféré, ou de quitter la formation (comme Fred Jones dans le numéro #81). L'infirmière anglaise Pamela Hawley, amante de Nick Fury, fut introduite dans le numéro #47 et tuée lors du bombardement de Londres dans le #18.

### Le commando de 2005
Une seconde équipe, dont les membres étaient cette fois-ci des méta-humains, fut introduite en 2005 dans la série Nick Fury's Howling Commandos (qui dura 6 numéros). Pour l'anecdote, bien que Nick Fury y apparaisse dans le titre, il n'y fait qu'un simple caméo.
Le groupe ne porte pas officiellement le nom de « Commandos Hurlants ». Ces agents faisaient partie d'un département du SHIELD, le Paranormal Containement Unit, basé sur une base nommée « Area 13 » qui servait de centre de recherche paranormale et surnaturelle.
- Clay Quatermain, le commandant de Area 13, après que Dum Dum Dugan eut quitté le poste.
- Vince « Warwolf » Marcus, lycanthrope pouvant se transformer lorsque Mars est visible dans le ciel nocturne.
- Nina Price, hybride vampire-lycanthrope.
- NKantu, la Momie Vivante, ancien prince égyptien.
- Frankenstein, clone du monstre de Frankenstein.
- Kenneth Ale l'Homme-Gorille.
- John Doe, un zombie ayant conservé une certaine intelligence.

Au cours de sa seule et unique mission, le groupe fut envoyé en Angleterre et chargé de stopper un puissant magicien se prenant pour Merlin.

### Dark Reign
Lors de l'histoire Dark Reign (dans Secret Warriors #4), on apprit que 1200 ex-agents du SHIELD avaient refusé de rejoindre le H.A.M.M.E.R. Sous la direction de Dum Dum Dugan et Gabe Jones, ils devinrent des mercenaires privés engagés par Nick Fury pour combattre l'HYDRA et Norman Osborn.

### La fin des commandos
Après avoir détruit une base de l'HYDRA en Chine, les transporteurs des Commandos furent attaqués par une division d'assaut. Un des Helicarriers s'écrasa. En permettant à Dum Dum, Jasper et leurs hommes de fuir, Eric Koenig fut tué d'une balle en pleine tête, et Gabe fut décapité par Gorgone.